# Liste der Gemeindeverbände im Département Aude
Das Département Aude liegt in der Region Okzitanien in Frankreich. Es untergliedert sich in zehn Gemeindeverbände.
Siehe auch: Liste der Gemeinden im Département Aude

## Gemeindeverbände

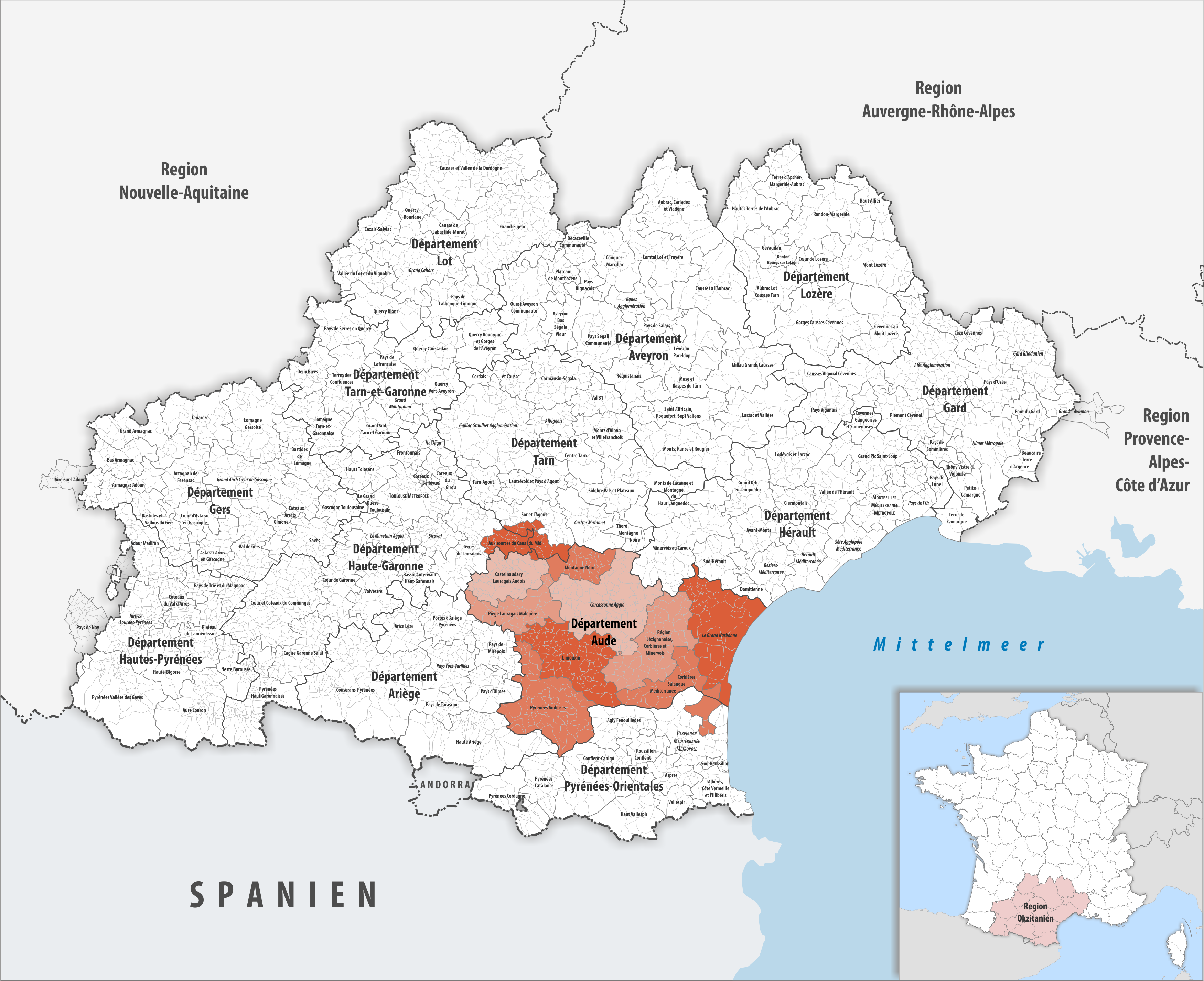
Gemeindeverbände im Département Aude

| Gemeindeverband                             | Gemeinden im Départ./Verband | Einwohner 1. Januar 2022 | Fläche km² | Dichte Einw./km² | SIREN- Nummer | Rechtsform                 | Gründungsdatum     |
| ------------------------------------------- | ---------------------------- | ------------------------ | ---------- | ---------------- | ------------- | -------------------------- | ------------------ |
| Aux sources du Canal du Midi                | 1/28                         | 21.764                   | 351,74     | 62               | 243 100 567   | Communauté de communes     | 30. September 1994 |
| Carcassonne Agglo                           | 83/83                        | 114.411                  | 1.062,16   | 108              | 200 035 715   | Communauté d’agglomération | 21. Dezember 2012  |
| Castelnaudary Lauragais Audois              | 43/43                        | 27.777                   | 484,17     | 57               | 200 035 855   | Communauté de communes     | 21. Dezember 2012  |
| Corbières Salanque Méditerranée             | 18/21                        | 25.195                   | 549,15     | 46               | 200 070 365   | Communauté de communes     | 8. Dezember 2016   |
| Le Grand Narbonne                           | 37/37                        | 133.006                  | 846,60     | 157              | 241 100 593   | Communauté d’agglomération | 26. Dezember 2002  |
| Limouxin                                    | 76/76                        | 27.873                   | 791,09     | 35               | 200 071 926   | Communauté de communes     | 2. Dezember 2016   |
| Montagne Noire                              | 22/22                        | 5.972                    | 288,33     | 21               | 200 042 463   | Communauté de communes     | 1. Januar 2014     |
| Piège Lauragais Malepère                    | 38/38                        | 16.299                   | 473,25     | 34               | 200 035 707   | Communauté de communes     | 19. Dezember 2012  |
| Pyrénées Audoises                           | 61/61                        | 13.522                   | 926,07     | 15               | 200 043 776   | Communauté de communes     | 30. Mai 2013       |
| Région Lézignanaise, Corbières et Minervois | 54/54                        | 33.313                   | 809,99     | 41               | 200 035 863   | Communauté de communes     | 20. Dezember 2012  |